# Anarmodia pontealis
Anarmodia pontealis là một loài bướm đêm trong họ Crambidae.